# Nicolaus Rehdiger

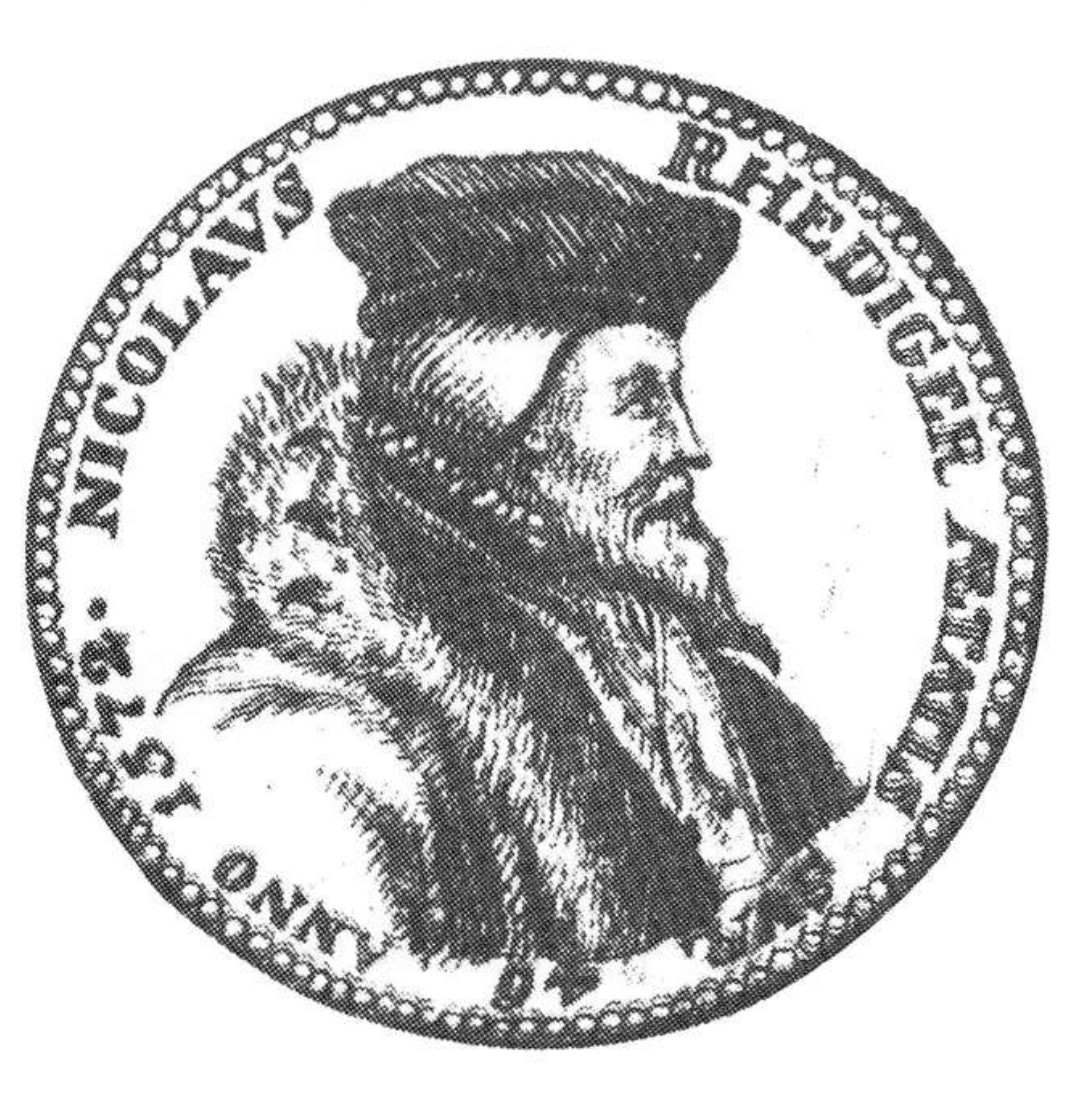
Abbildung von Nikolaus Rehdiger (1572)

Nicolaus I. Rehdiger, auch Rhediger, Rediger, Rudinger, Rudiger, Rüdiger, Vornamensformen Niklas, Nicholaus, († 13. September 1553 in Breslau) war ein schlesischer Großhändler und Bankier.

## Leben
Rehdigers Herkunft ist noch unerforscht. Der Genealoge Witzendorff-Rehdiger hat eine Abstammung von den Erbvögten aus Kreuzburg im Fürstentum Oels nicht belegt.
Um 1511 heiratete Rehdiger in erster Ehe Barbara Rothwasser, die Witwe des Beutlers Vincenz Frank, die ein Haus an der Ohle in die Ehe einbrachte, wodurch er in Breslau ansässig wurde und seine Einbürgerung beantragen konnte. Im Februar 1512 wurde ihm als Kaufmann das Bürgerrecht verliehen. Zu dieser Zeit machte er noch unbedeutende Krämergeschäfte. Er muss aber bald zu Geld gekommen sein, wodurch es ihm möglich wurde, in der Albrechtgasse ein Haus zu erwerben und seine kaufmännische Tätigkeit auszuweiten. Rehdiger begann Fernhandel zu betreiben und in verschiedenen Städten Faktoreien zu gründen. Daneben machte er lukrative Kreditgeschäfte.
Nachdem seine erste Ehefrau Barbara 1516 an der Pest gestorben war, heiratete Rehdiger in zweiter Ehe Anna Morenberg von Schönborn (1500–1573), die Tochter des Stadtschreibers Gregor Morenberg (1450–1497), der sich (1505?) mit Hans Haunold vergeblich um die Errichtung der Breslauer Universität bemüht hatte, und der Margarethe von Hemmerdey († 1541).
Im Jahr 1519 besaß Rehdiger bereits eine der 40 Tuchkammern und einen Reichkram auf der Schuhbrücke. In ungewöhnlich kurzer Zeit gelangte er zu einem beträchtlichen Vermögen und war in der Lage, dem Markgrafen Joachim I. von Brandenburg und schlesischen Städten größere Darlehen zu gewähren. Nach einiger Zeit ging der gesamte Geldverkehr zwischen Schlesien und Franken durch seine Hände und er war Bankier geworden. Im Jahr 1540 gehörte er zu den fünf reichsten Bürgern Breslaus.
Der im Patriziat üblich gewordene Adelstitel war bei dem Geldbedarf des Hauses Habsburg für Geld zu haben. Da zum Adel auch Landbesitz gehört, erwarb Rehdiger 1543 das Gut Schliesa (heute Ortsteil von Żórawina) im Landkreis Breslau. Im Juli 1544 wurde er durch König Ferdinand I. als Stellvertreter seines Bruders Kaiser Karl V. unter dem Namen Redinger in den erbländisch-böhmischen Adelsstand erhoben.
Zu seinen Söhnen gehören der Stadtkämmerer und bedeutende Mäzen Nicolaus II. Rehdiger (1525–1587) sowie der Humanist Thomas Rehdiger (1541–1576).

## Denkmal
In der Elisabethkirche (Westwand der zweiten Kapelle) in Breslau befindet sich ein Denkmal in Erinnerung an Niklas Rehdiger und seine Frau Rosina und ihre elf gemeinsamen Kinder. Das Denkmal aus der Hochrenaissance ist 17 m hoch und 12,5 m breit. Von den dreizehn knienden Figuren waren schon 1720 (bei Kundmann) nur noch acht abgebildet, 1988 (bei Oskar Pusch) nur noch sieben, was wohl dem heutigen Zustand entspricht.